# Château La Tour Carnet
Le château La Tour Carnet, est un domaine viticole situé à Saint-Laurent-Médoc en Gironde. Situé en AOC haut-médoc, il est classé quatrième grand cru dans la classification officielle des vins de Bordeaux de 1855.

## Histoire du domaine

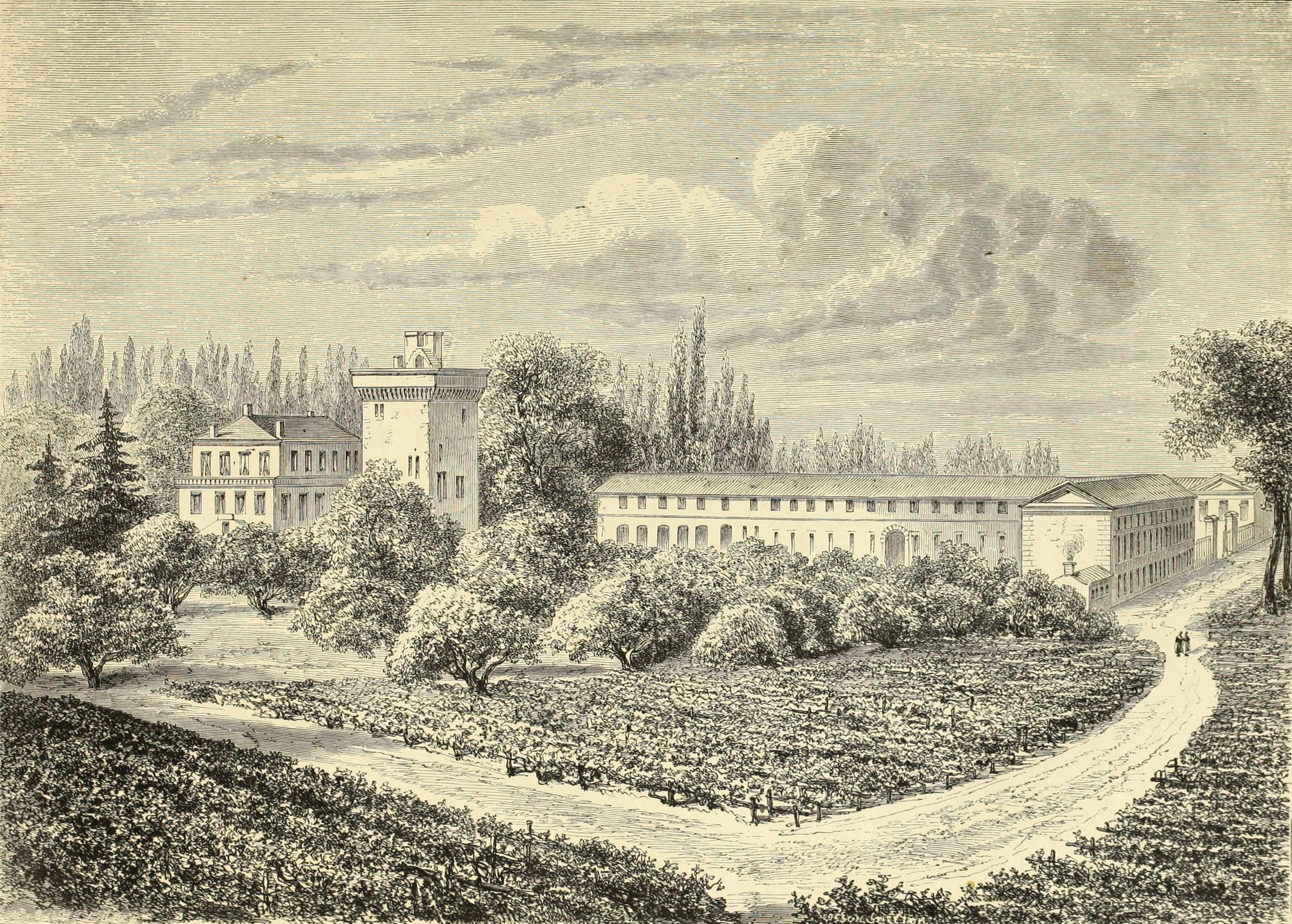
Illustration du Château La Tour Carnet par Charles Lallemand.

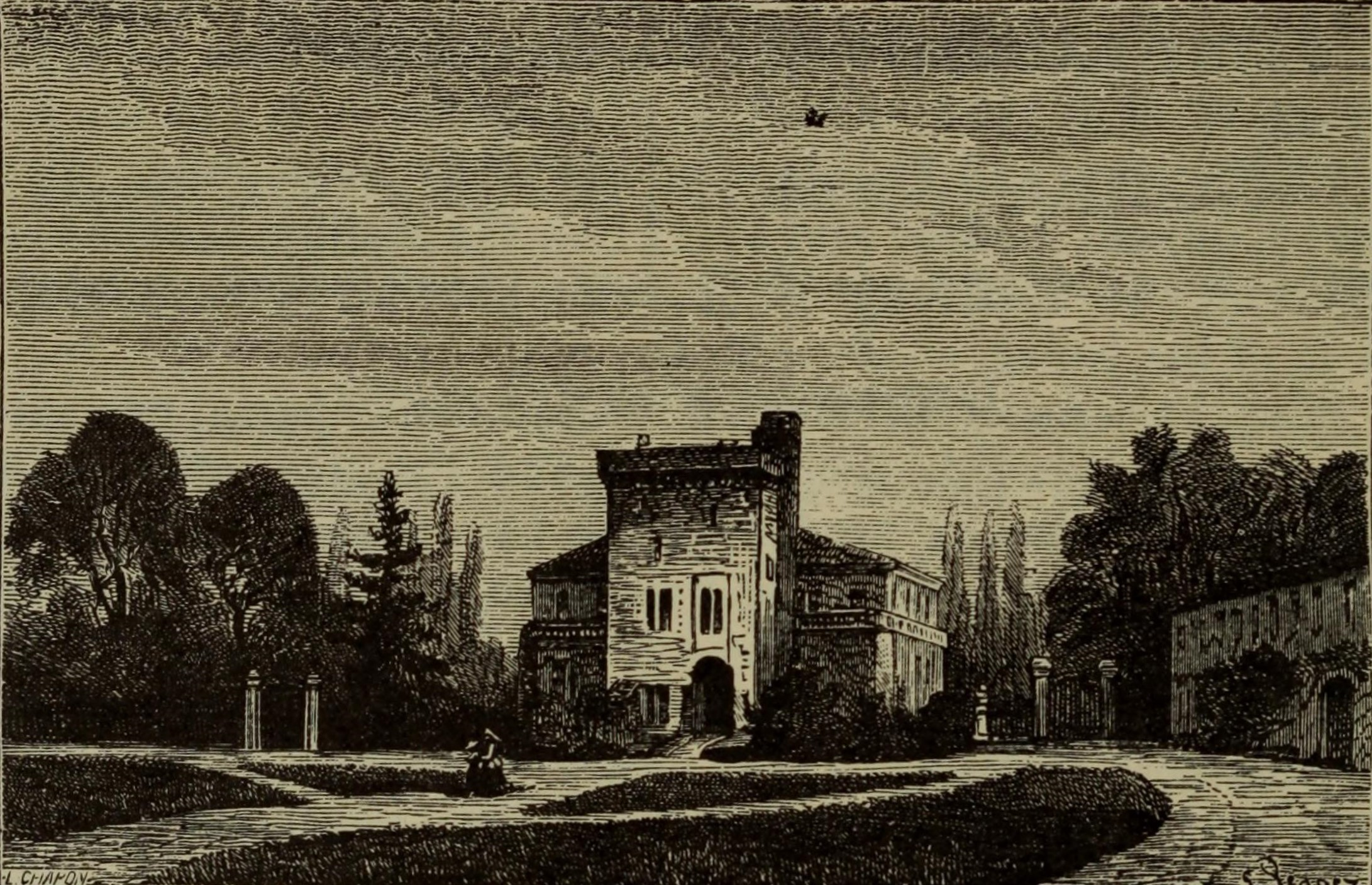
Illustration du Château La Tour Carnet par Eugène Vergez.

Initialement appelé « château Saint Laurent ». En 1999, le domaine est repris par Bernard Magrez qui rénove le vignoble et les chais moyennant un plan d'investissement ambitieux. Le Château La Tour Carnet datant du XIe siècle est le plus ancien château du Médoc[réf. nécessaire].

## Terroir
La terroir est composée d'un socle d'argile extrêmement calcaire recouvert d'une très épaisse couche de graves günziennes, constituant la butte de La Tour Carnet (19 mètres d'altitude).
L'encépagement du Château La Tour Carnet est constitué de 52 % de merlot, 40 % de cabernet sauvignon, 5 % de cabernet franc et de 3 % de petit verdot, ce qui fait de ce château une exception du Médoc (habituellement, le cépage majoritaire est le cabernet sauvignon). Le vin repose 18 mois dans des barriques, dont 70 % neuves. L'œnologue Michel Rolland est consultant du domaine.

## Vins
Le second vin est dénommé « Les Douves du Château La Tour Carnet ».

## Vignes expérimentales
Pour étudier les effets du réchauffement climatique sur les vignes et les cépages, 2,5 hectares de vignes du château ont été réchauffées artificiellement par des câbles pour simuler un réchauffement de 2 à 4 °C. Le projet « La Tour Carnet 2050 », mené en liaison avec l'INRAE, permet de tester l'adaptation de cépages différents.

## Prix littéraire
Sur l'année 2012-2013, Bernard Magrez a créé un prix littéraire à l'École normale supérieure de Lyon pour promouvoir la production littéraire au sein de l'établissement. Pouvaient participer tous les étudiants en cours d'études, de la licence au doctorat. 34 manuscrits ont été remis, soit environ 900 feuillets. Le thème imposé était l'amitié, en hommage à Michel de Montaigne.
Les membres du jury étaient : Bruce Bégout, Michel Bettane, Anne Consigny, Yves Harté, Jacques Weber, François-René Martin, Ashok Adicéam, Olivier Faron et Bernard Magrez.